# Дучина
Дучина је насеље у Градској општини Сопот у Граду Београду. Према попису из 2022. било је 636 становника.

## Историја
Дучина се налази југозападно од Сопота. Дучина је старије насеље. По предању село је некада било у Селишту, у изворишту потока Дучаница. Предање вели да је у селу живео неки војвода Дуч, и да је он одвео на Косово осамдесет коњаника, од којих се ни један није вратио. По пвоме војводи је, веле, прозван поток Дучанац, а по потоку село се преместило северније, и данас углавном заузима те исте положаје.
Прве писане податке имамо из доба аустријске владавине (1718-1739.г) на карти из тога доба забележено је ово место под именом Tutcina. Од тога доба село је све више расло придоласком нових досељеника. Године 1818. улазило је у састав Катићеве кнежине и имало је 17, а 1822.г. 20 кућа.
За најстарије породице сматрају се: Милијановићи, Живановићи, Мишићи и Остојићи. Милијановићи не знају откуда су њихови стари дошли, али знају да су бежали „преко“ (Банат)а и да су неко време пробавили у околини Панчева. Исти случај је и са Живановићима. Гаја, предак Остојића, дошао је из Туле у доба ослобођења Шумадије итд. (подаци крајем 1921. године).

## Демографија
У насељу Дучина живи 604 пунолетна становника, а просечна старост становништва износи 44,3 година (43,8 код мушкараца и 44,8 код жена). У насељу има 235 домаћинстава, а просечан број чланова по домаћинству је 3,13.
Ово насеље је у великим делом насељено Србима (према попису из 2002. године), а у последња три пописа, примећен је пад у броју становника.
|  |

| Демографија | Демографија | Демографија |
| Година      | Становника  | Становника  |
| ----------- | ----------- | ----------- |
| 1948.       | 1.173       |             |
| 1953.       | 1.205       |             |
| 1961.       | 1.105       |             |
| 1971.       | 1.003       |             |
| 1981.       | 912         |             |
| 1991.       | 845         | 820         |
| 2002.       | 736         | 782         |

| Етнички састав према попису из 2002.‍ | Етнички састав према попису из 2002.‍ | Етнички састав према попису из 2002.‍ | Етнички састав према попису из 2002.‍ | Етнички састав према попису из 2002.‍ |
| ------------------------------------ | ------------------------------------ | ------------------------------------ | ------------------------------------ | ------------------------------------ |
|                                      |                                      |                                      |                                      |                                      |
| Срби                                 | Срби                                 |                                      | 730                                  | 99,18%                               |
| Македонци                            | Македонци                            |                                      | 4                                    | 0,54%                                |
| Црногорци                            | Црногорци                            |                                      | 1                                    | 0,13%                                |
| непознато                            | непознато                            |                                      | 1                                    | 0,13%                                |

| Година пописа     | 1948. | 1953. | 1961. | 1971. | 1981. | 1991. | 2002. |
| ----------------- | ----- | ----- | ----- | ----- | ----- | ----- | ----- |
| Број домаћинстава | 231   | 253   | 270   | 267   | 255   | 253   | 235   |

| Број чланова      | 1  | 2  | 3  | 4  | 5  | 6  | 7  | 8 | 9 | 10 и више | Просек |
| ----------------- | -- | -- | -- | -- | -- | -- | -- | - | - | --------- | ------ |
| Број домаћинстава | 51 | 66 | 29 | 28 | 26 | 23 | 10 | 2 | 0 | 0         | 3,13   |

| Пол    | Укупно | Неожењен/Неудата | Ожењен/Удата | Удовац/Удовица | Разведен/Разведена | Непознато |
| ------ | ------ | ---------------- | ------------ | -------------- | ------------------ | --------- |
| Мушки  | 320    | 80               | 203          | 30             | 7                  | 0         |
| Женски | 315    | 40               | 201          | 69             | 5                  | 0         |
| УКУПНО | 635    | 120              | 404          | 99             | 12                 | 0         |

| Пол    | Укупно                    | Пољопривреда, лов и шумарство | Рибарство                            | Вађење руде и камена | Прерађивачка индустрија       |
| ------ | ------------------------- | ----------------------------- | ------------------------------------ | -------------------- | ----------------------------- |
| Мушки  | 171                       | 78                            | 0                                    | 4                    | 17                            |
| Женски | 87                        | 43                            | 0                                    | 0                    | 8                             |
| УКУПНО | 258                       | 121                           | 0                                    | 4                    | 25                            |
| Пол    | Производња и снабдевање   | Грађевинарство                | Трговина                             | Хотели и ресторани   | Саобраћај, складиштење и везе |
| Мушки  | 4                         | 16                            | 8                                    | 0                    | 25                            |
| Женски | 0                         | 1                             | 11                                   | 4                    | 3                             |
| УКУПНО | 4                         | 17                            | 19                                   | 4                    | 28                            |
| Пол    | Финансијско посредовање   | Некретнине                    | Државна управа и одбрана             | Образовање           | Здравствени и социјални рад   |
| Мушки  | 0                         | 4                             | 9                                    | 2                    | 3                             |
| Женски | 0                         | 0                             | 1                                    | 4                    | 9                             |
| УКУПНО | 0                         | 4                             | 10                                   | 6                    | 12                            |
| Пол    | Остале услужне активности | Приватна домаћинства          | Екстериторијалне организације и тела | Непознато            | Непознато                     |
| Мушки  | 0                         | 0                             | 0                                    | 1                    | 1                             |
| Женски | 2                         | 0                             | 0                                    | 1                    | 1                             |
| УКУПНО | 2                         | 0                             | 0                                    | 2                    | 2                             |